# هادی (یمن)
 هادی  به عربی ( الهادی  )، روستای کوجکی در ناحیهٔ (السبان)، واعمال (ذی السفال)، از توابع استان مَحویت در کشور یمن در شبه جزیره عربستان. 
جمعیت آن ۵۹ نفر (۴ خانوار) می‌باشد.